# Univerzální služba
Univerzální služba je ekonomický, právní a obchodní termín používaný většinou v regulovaných odvětvích (ekonomická regulace), který odkazuje na praxi poskytování základní úrovně služeb každému obyvateli země.

## Evropa
Univerzální služba byla široce přijata do legislativy v Evropě od 80. a 90. let 20. století.
Například podle směrnice EU o poštovních službách (97/67/ES), směrnice o trhu s elektřinou (2003/54/ES) a směrnice o telekomunikacích (2002/22/ES), návrhy Spojeného království v Zelené knize o poštovních službách
a jinde.

## USA
Příklad tohoto konceptu lze nalézt v americkém zákoně o telekomunikacích z roku 1996, jehož cíle jsou:
- podporovat dostupnost kvalitních služeb za spravedlivé, rozumné a dostupné ceny,
- zvýšit přístup k pokročilým telekomunikačním službám v celé zemi,
- zlepšit dostupnost těchto služeb pro všechny spotřebitele, včetně těch v nízkopříjmových, venkovských, ostrovních a vysokonákladových oblastech za sazby, které jsou přiměřeně srovnatelné se sazbami účtovanými v městských oblastech.

Argument „univerzální služby“ byl také použit v návrzích Demokratické strany USA na reformu zdravotnictví.

## Česko
Pro univerzální službu český Poštovní zákon užívá výraz Základní služby. Poštovní zákon také garantoval nositeli poštovní licence (v době vydání zákona České poště), že bude mít za léta 2015–2017 uhrazeny náklady na poskytování univerzální služby.
Zákon o elektronických komunikacích
univerzální službou rozumí "soubor služeb podle § 38, které jsou dostupné ve stanovené kvalitě všem spotřebitelům na celém území státu za dostupnou cenu; dostupnou cenou se rozumí cena zohledňující úroveň spotřebitelských cen a příjmy obyvatel". Podmínky poskytování zvláštních cen hlasové komunikace a přístupu k internetu reguluje nařízení vlády 500/2021 Sb.